# SpeedFan
SpeedFan es un monitor del sistema para Microsoft Windows que puede leer temperaturas, voltajes y velocidades del ventilador de los componentes de la computadora. Puede cambiar las velocidades de los ventiladores del ordenador en función de la temperatura de varios componentes. El programa puede mostrar las variables del sistema como gráficos y como un indicador en la bandeja del sistema. Se pueden definir eventos de usuario totalmente configurables para ejecutar acciones específicas según el estado del sistema.

## Soporte de disco duro
SpeedFan también monitorea S.M.A.R.T. lecturas para discos duros EIDE, SATA y SCSI. A partir de la versión 4.35, SpeedFan es totalmente compatible con los controladores  Areca RAID. La versión 4.38 agregó soporte completo para los controladores  AMCC / 3ware SATA y RAID. 

## Análisis en línea en profundidad del disco duro
SpeedFan ofrece una función denominada "análisis en línea en profundidad" que compara el S.M.A.R.T. del disco duro. datos a una base de datos con modelos estadísticos de discos duros que permiten la detección temprana de discos duros potencialmente degradados. Los mensajes informan al usuario de situaciones y problemas específicos, que Almico dice que es "como si un experto humano hubiera mirado los datos".

## Recepción
Una revisión extendida de la versión 4.46 en 2012 en el sitio web de Silent PC Review resumió: "El mayor inconveniente [para Speedfan] es que a menudo se necesita mucho trabajo para configurarlo correctamente", pero continuó: "Su naturaleza altamente personalizable y convincente es incomparable por la competencia, y como beneficio adicional, también es gratis, liviano y se actualiza regularmente con más funciones y mejor soporte de placa base ".
La revisión de Softonic de la versión 4.49 calificó SpeedFan 8/10 y lo clasificó como útil, con "gráficos útiles para monitorear el rendimiento y la salud", pero señaló que solicita derechos de administrador en el lanzamiento y "Puede ser intimidante para los menos expertos en tecnología". 
Las alternativas actuales a SpeedFan incluyen Open Hardware Monitor, Motherboard Monitor y RealTemp, y mucho software específico del proveedor (es decir, placa base, disco duro, etc., utilidades suministradas por el proveedor).